# Сухоребрик
Сухоре́брик (Sisymbrium L.) — рід однорічних або багаторічних рослин з родини хрестоцвітих. Рід містить приблизно 50 видів, які поширені в Євразії, Африці, Північній Америці; сухоребрики інтродуковані до Центральної й Південної Америк, Австралії, та ін.

## Будова
Однорічні, дворічні, рідше багаторічні трави. Корінь стрижневий. Листки чергові, запушені. Суцвіття — квітки зібрані у рихлу волоть, яскраво-жовтого кольору. Плід двостулковий стручок, трохи зігнутий, волосистий, багатонасінний. Одна рослина сухоребрика дає по 700—750 тис. насіння.

## Поширення та середовище існування
В Україні 9 видів, більшість бур'яни. Найпоширеніші: сухоребрик лікарський [Sisymbrium officinale (L.) Scop. = Erysimum officinale L.], розповсюджений скрізь (у Степу зрідка) біля жител. Сухоребрик високий або рогачка (Sisymbrium altissimum L. = Sinapis sinaipistrum Crantz) — типове перекотиполе, росте як бур'ян на полях, біля жител у всій Україні (крім Карпат).

## Практичне використання
Насіння сухоребрику лікарського містить 24 — 30 % жирної олії, молоде листя й насіння (з нього готують приправу, яка заміняє гірчицю) — їстівні. Насіння сухоребрику високого містить 34 — 37 % жирної олії, яка використовується в миловаренні, для виготовлення фарб і освітлення.
Придатна олія з сухоребрика і в харчовій промисловості, її можна використовувати в салатах замість гірчиці для присмаку. З подрібненого листя на Кавказі, в Ірані, Афганістані готують присмаку до м'ясних страв, яка заміняє гірчицю. У Греції, на Криті, в Малій Азії молоді листки використовують як овочі.
В СРСР 1930 року робилися спроби промислового використання сухоребрика. Було зібрано 4000 ц насіння, вихід олії з якого становив 21 %.
З листя сухоребрику лікарського можна добувати жовту фарбу.
Олію з Sisymbrium irio L. та Sisymbrium sophia L. розглядають як потенційне джерело біопалива.
Лікувальні властивості сухоребрика були відомі ще з стародавньої Греції. Вперше описаний Теофрастом, потім Арістотелем і Діоскоридом.

## Галерея

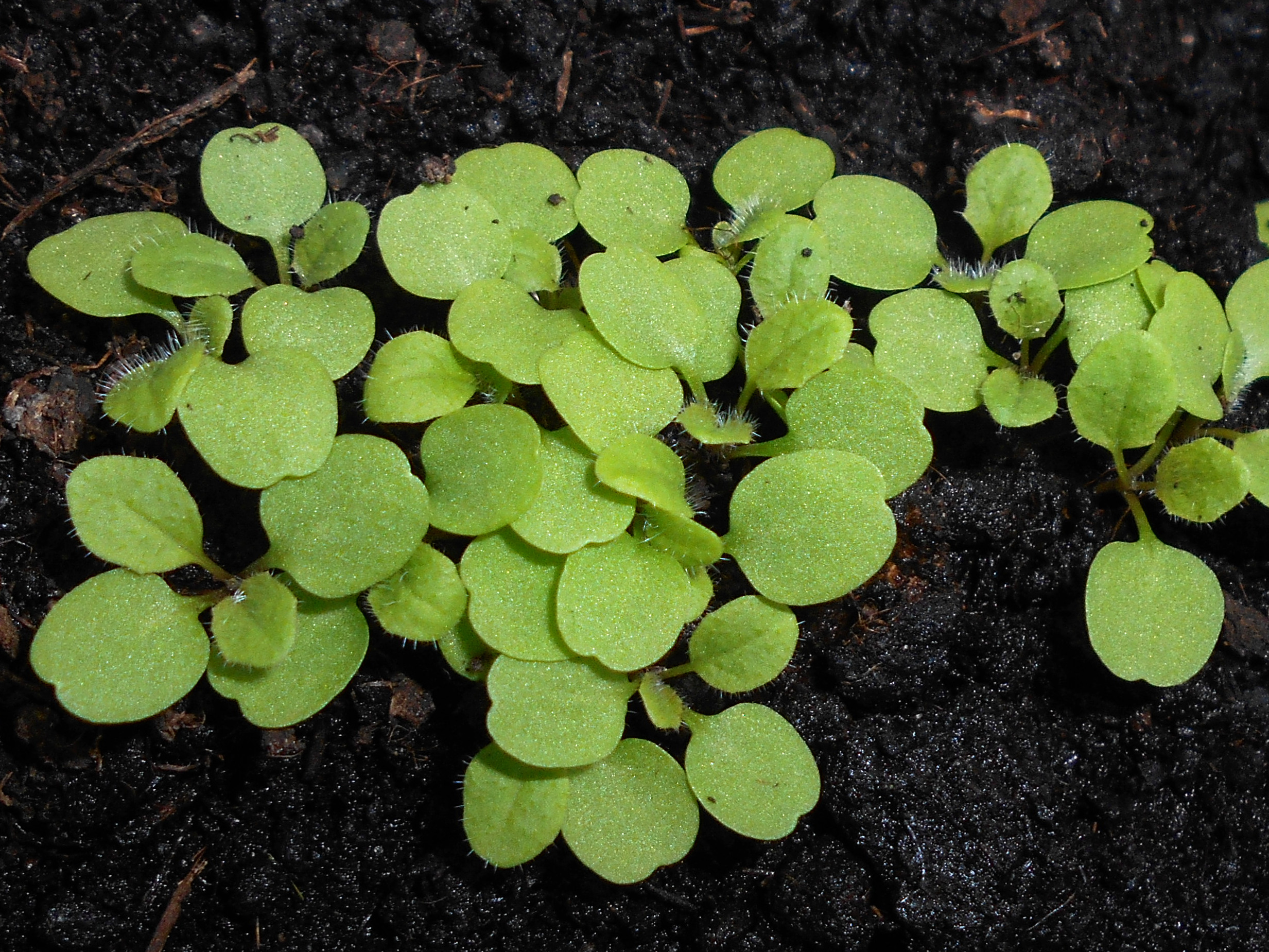
Сходи Sisymbrium loeselii
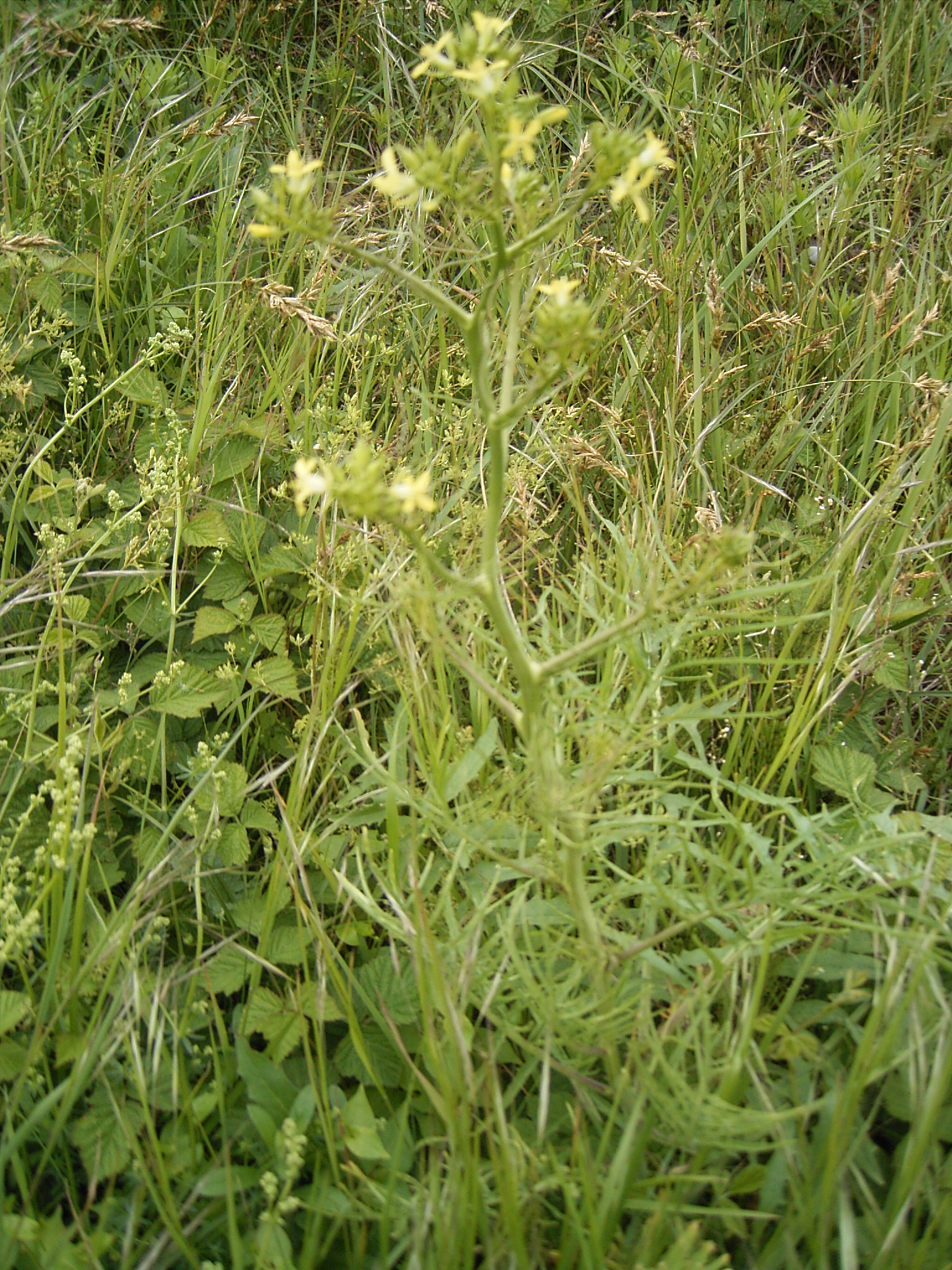
Sisymbrium altissimum
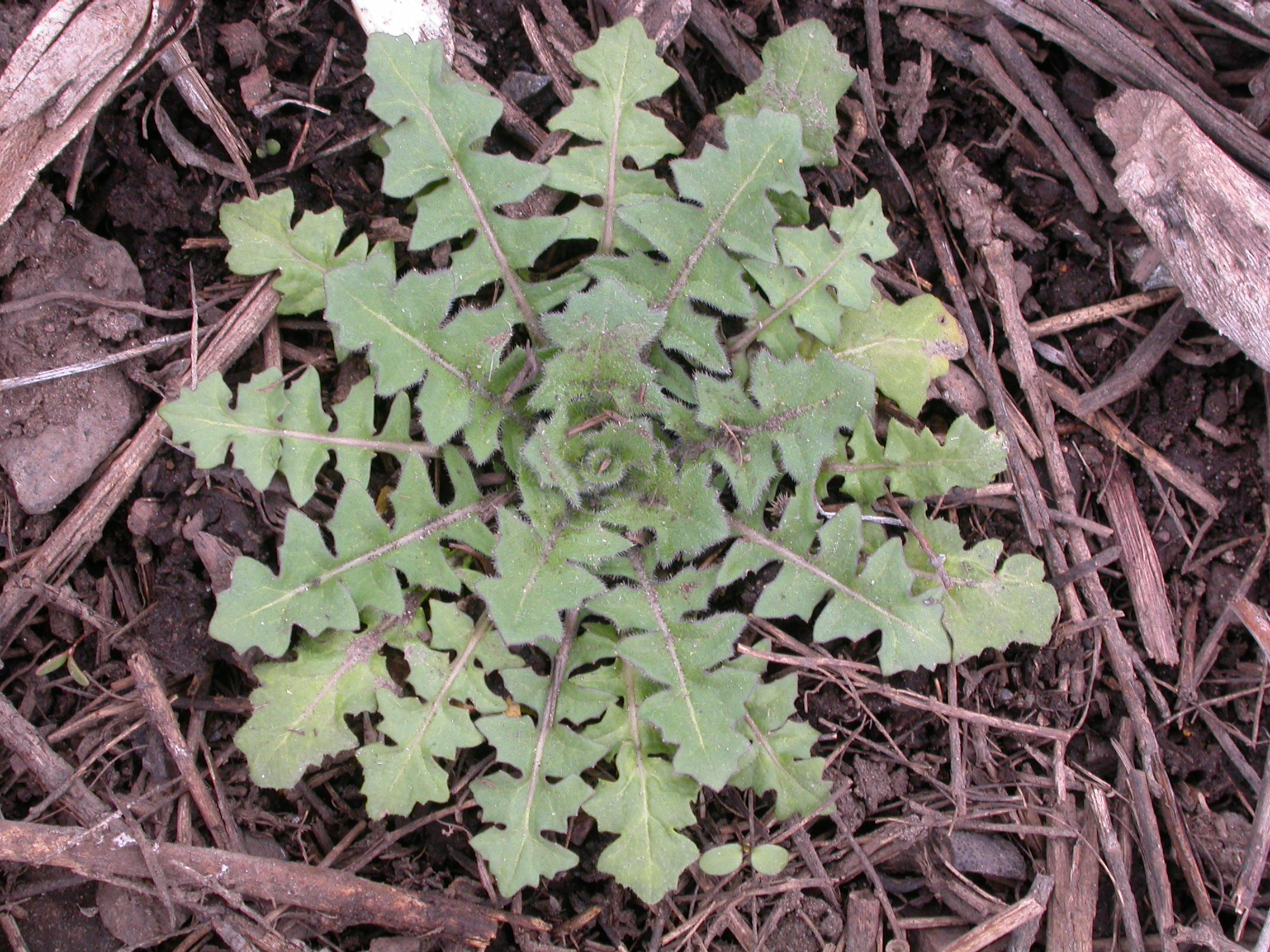
Прикоренева розетка Sisymbrium altissimum
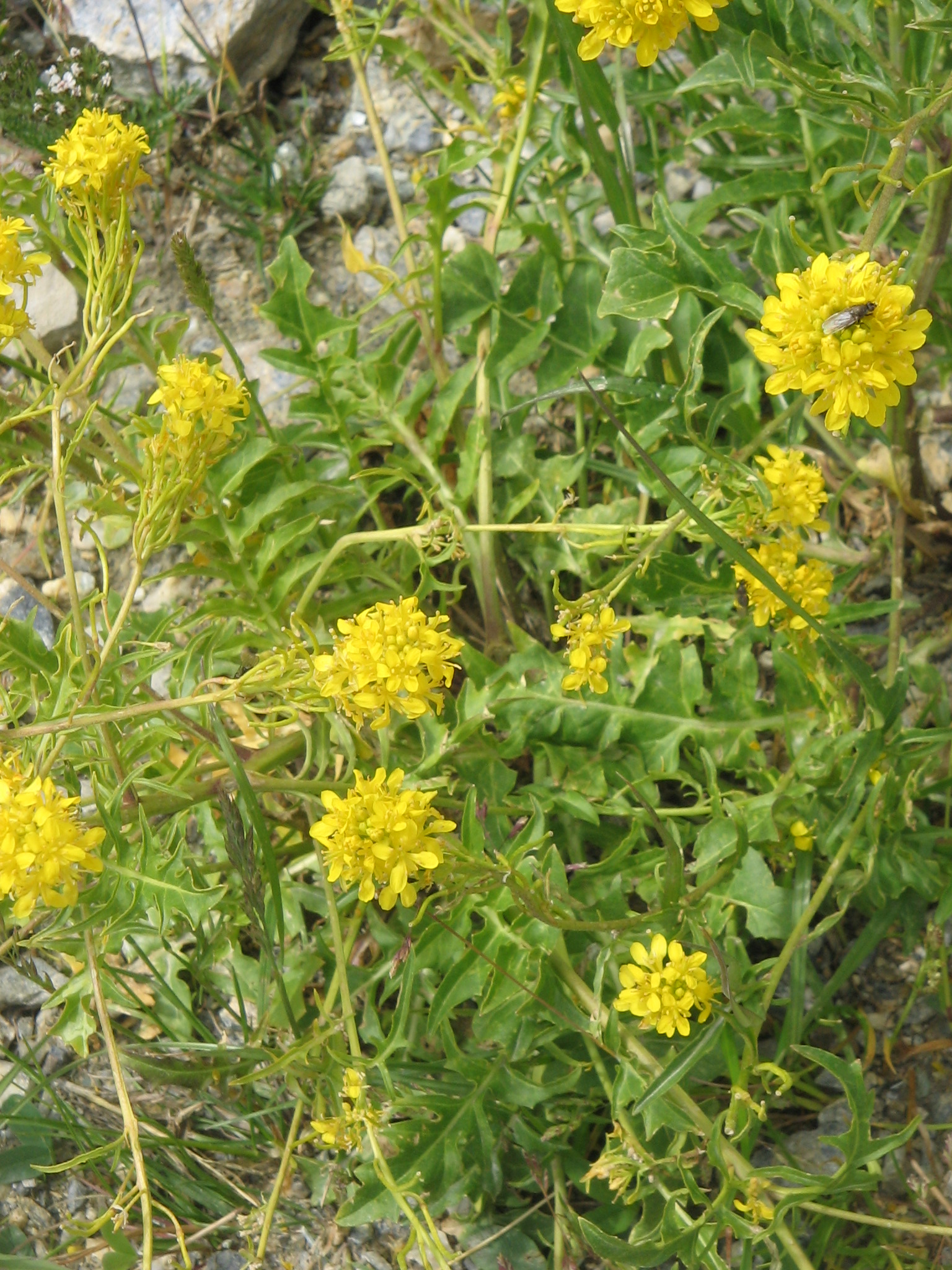
Sisymbrium austriacum